# Катания (провинция)
Вижте пояснителната страница за други значения на Катания.
Катания (на италиански: Provincia di Catania) е провинция в Италия, в региона Сицилия.
Площта ѝ е 3553 км², а населението – 1 078 130 души (2012). Провинцията включва 58 общини, административен център е град Катания.

## Административно деление
Провинцията се състои от 58 общини:
- Катания
- Адрано
- Ачи Бонакорси
- Ачи Кастело
- Ачи Катена
- Ачи Сант'Антонио
- Ачиреале
- Белпасо
- Бианкавила
- Бронте
- Валверде
- Виагранде
- Вицини
- Гравина ди Катания
- Грамикеле
- Джаре
- Дзаферана Етнеа
- Калатабиано
- Калтаджироне
- Кампоротондо Етнео
- Кастел ди Юдика
- Кастильоне ди Сичилия
- Ликодия Еубеа
- Лингуаглоса
- Малето
- Маниаче
- Маскали
- Маскалучия
- Мацароне
- Милитело ин Вал ди Катания
- Мило
- Минео
- Мирабела Имбакари
- Мистербианко
- Мота Сант'Анастазия
- Николози
- Палагония
- Патерно
- Педара
- Пиедимонте Етнео
- Рагална
- Радуза
- Рамака
- Рандацо
- Рипосто
- Сан Грегорио ди Катания
- Сан Джовани ла Пунта
- Сан Коно
- Сан Микеле ди Ганцария
- Сан Пиетро Кларенца
- Сант'Агата ли Батиати
- Сант'Алфио
- Санта Венерина
- Санта Мария ди Ликодия
- Скордия
- Трекастани
- Треместиери Етнео
- Фиумефредо ди Сичилия